# Georgios Karaiskakis
Georgios Karaiskakis (greacă Γεώργιος Καραϊσκάκης), născut Georgios Iskos (greacă Γεώργιος Ίσκος) (n. 1782, Skoulikaria⁠(d), Georgios Karaiskakis Municipal Unit⁠(d), Epir, Grecia – d. 23 aprilie/5 mai 1827, Palaio Faliro Municipality⁠(d), Administrația descentralizată a Atticii⁠(d), Grecia) a fost un celebru kleft, armatol și comandant militar grec, erou al Războiului de Independență al Greciei.

## Onoruri și cultura populară
Regele Otto al Greciei i-a conferit post-mortem lui Karaiskakis Marea Cruce a Ordinului Mântuitorului.
Stadionul Karaiskakis din Neo Faliro, Pireu, a fost denumit în cinstea sa, întrucât el a fost rănit mortal în acea zonă.
Dionysis Savvopoulos a scris un câtec popular în Grecia, Odă lui Georgios Karaiskakis (greacă Ωδή στο Γεώργιο Καραϊσκάκη).